# Lời tuyên thệ Jeu de Paume

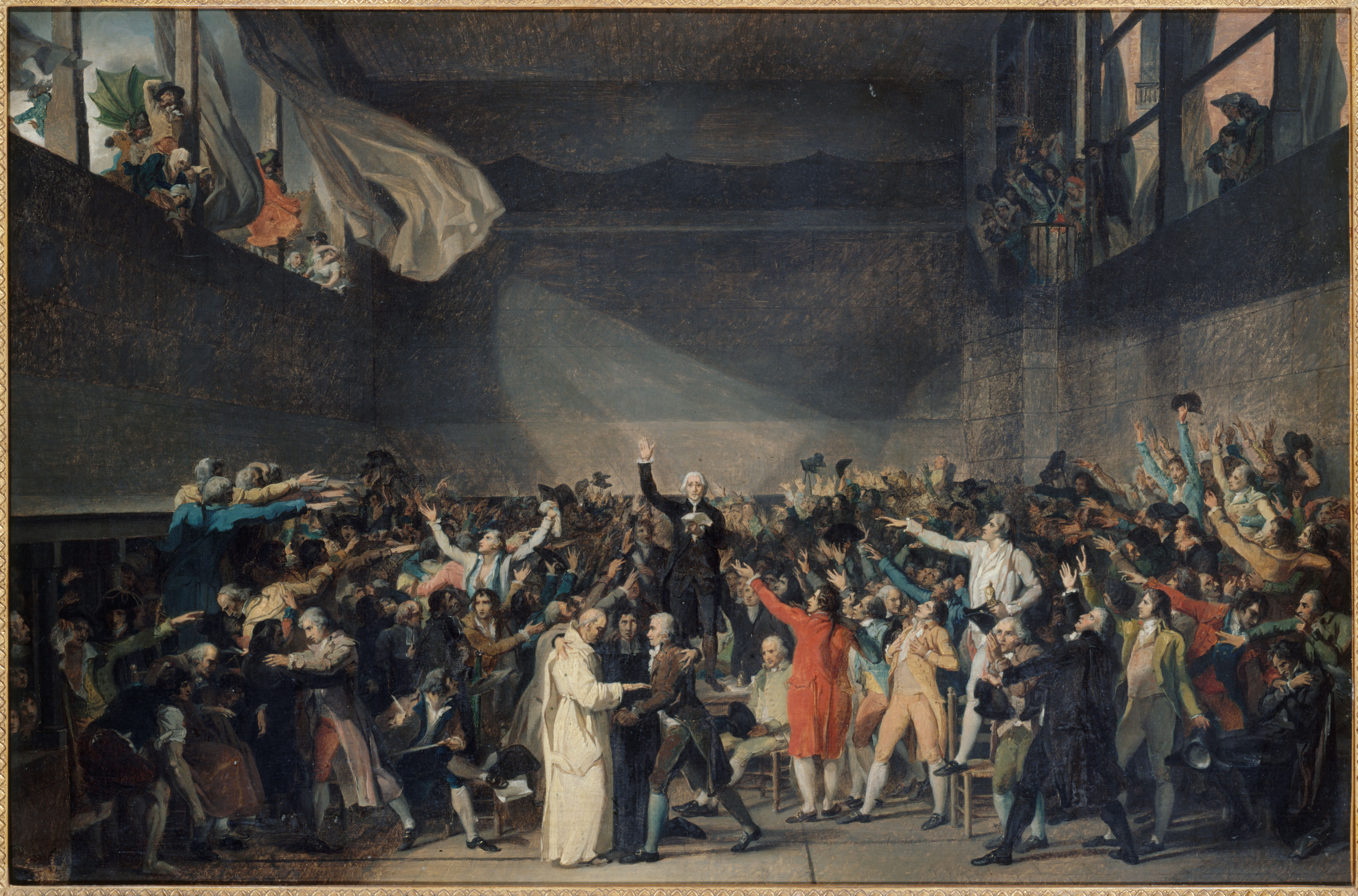
Lời thề sân quần vợt, vẽ năm 1791 bởi Jacques-Louis David, ở giữa ta có thể thấy Bailly đang giơ tay, 3 người đàn ông đang khoác vai lần lượt là Grégoire, Gerle, Saint-Étienne.

Tuyên thệ Jeu de Paume hay Tuyên thệ sân quần vợt (Serment du Jeu de Paume) là lời tuyên thệ của 576 đại biểu Quốc hội với 3 đẳng cấp nhằm chấm dứt chế độ Ancien Régiem xảy ra vào ngày 20/6/1789 tại Jeu de Paume. Trong số đại biểu thì hầu hết là đẳng cấp thứ 3, còn lại là một số quý tộc và tăng lữ.

## Bối cảnh
Bài chi tiết: Hội nghị ba đẳng cấp 1789
Ngày 5/5/1789, Hội nghị ba đẳng cấp được khai mạc, với sự tham gia của 1139 hội viên từ 3 đẳng cấp, các ý kiến được đưa ra nhưng chỉ có của tăng lữ và quý tộc được đồng ý, còn lại bị phớt lờ gây ra sự bất bình. 
Ngày 15/6/1789, Seyies quyết định lập ra Quốc hội mới, ly khai với chế độ cũ và được mọi người ủng hộ nhiệt tình nhưng bị vua Louis XVI phản đối.

## Lời thề

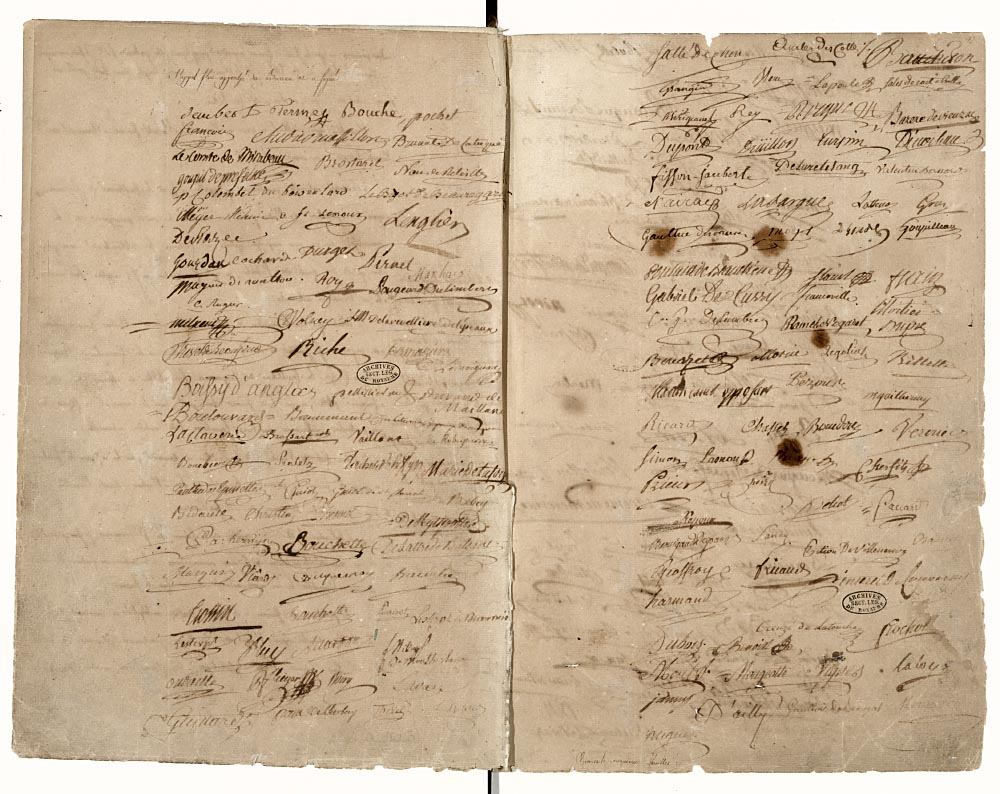
2 trang đầu tiên của bản ký.

Ngày 20/6, lính canh phòng họp đã từ chối đoàn đại biểu Quốc hội vì phải hoàn thành công việc. Guillotin đã đề xuất họp tại Jeu de Paume. Sau đó, Mounier mong muốn được lập một lời thề và được mọi người đồng ý.
Trong Jeu de Paume,Bailly đã bước lên một chiếc bàn, đọc lời thề được chuẩn bị bởi một người nào đó, đọc to và yêu cầu mọi người ký tên vào bản thảo tuyên thệ. Duy nhất chỉ có Dauch là kí thêm từ đối thủ vào bản thảo. Sau đó, bản thảo đã được 2 người thư ký khác chép lại và được thêm 20 người nữa ký vào bản thảo.
Có 558 chữ ký đã được ghi, trong đó Palasne de Champeaux đã ký 2 lần. Đến ngày 22, số chữ ký là 636. Trong số những người ký, hầu hết là nhà báo, luật sư trẻ, một số là thợ thủ công, nhà khoa học (Bailly), bác sĩ và cả nông dân.

## Hình ảnh

Bản vẽ bức tranh
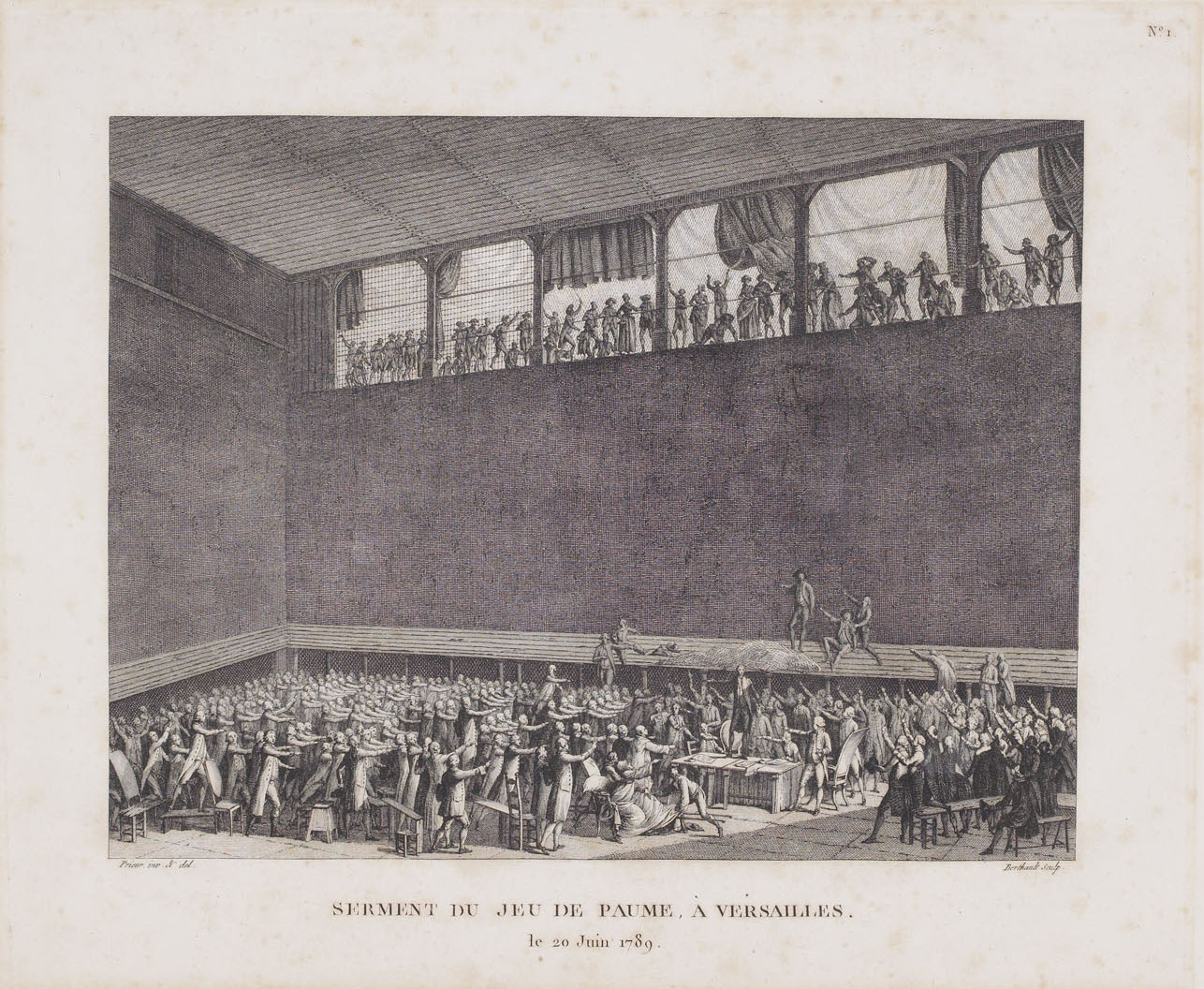
Góc nhìn từ cuốn Lịch sử Cách mạng Pháp
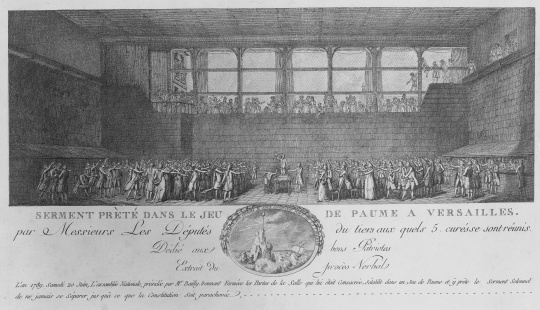
Toàn cảnh lời thề
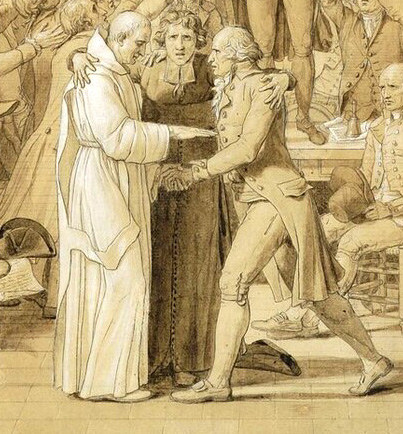
Biểu tượng của xã hội Pháp trong Cách mạng.
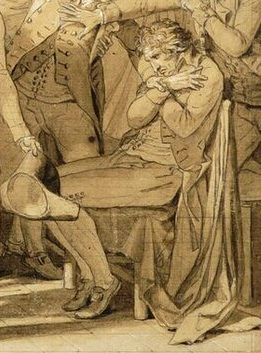
Dauch - Người duy nhất phản đối.
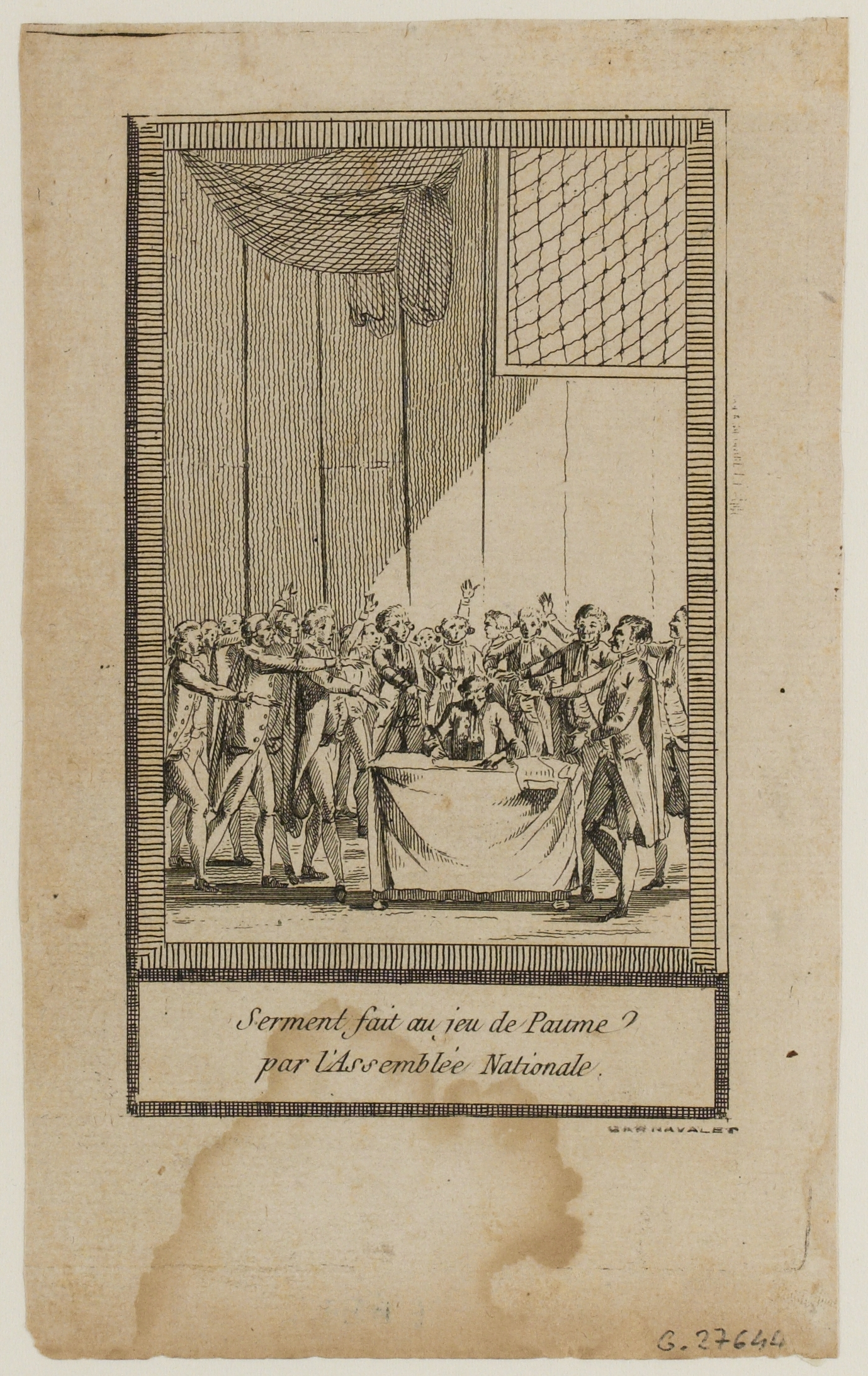
Tranh khắc việc soạn thảo
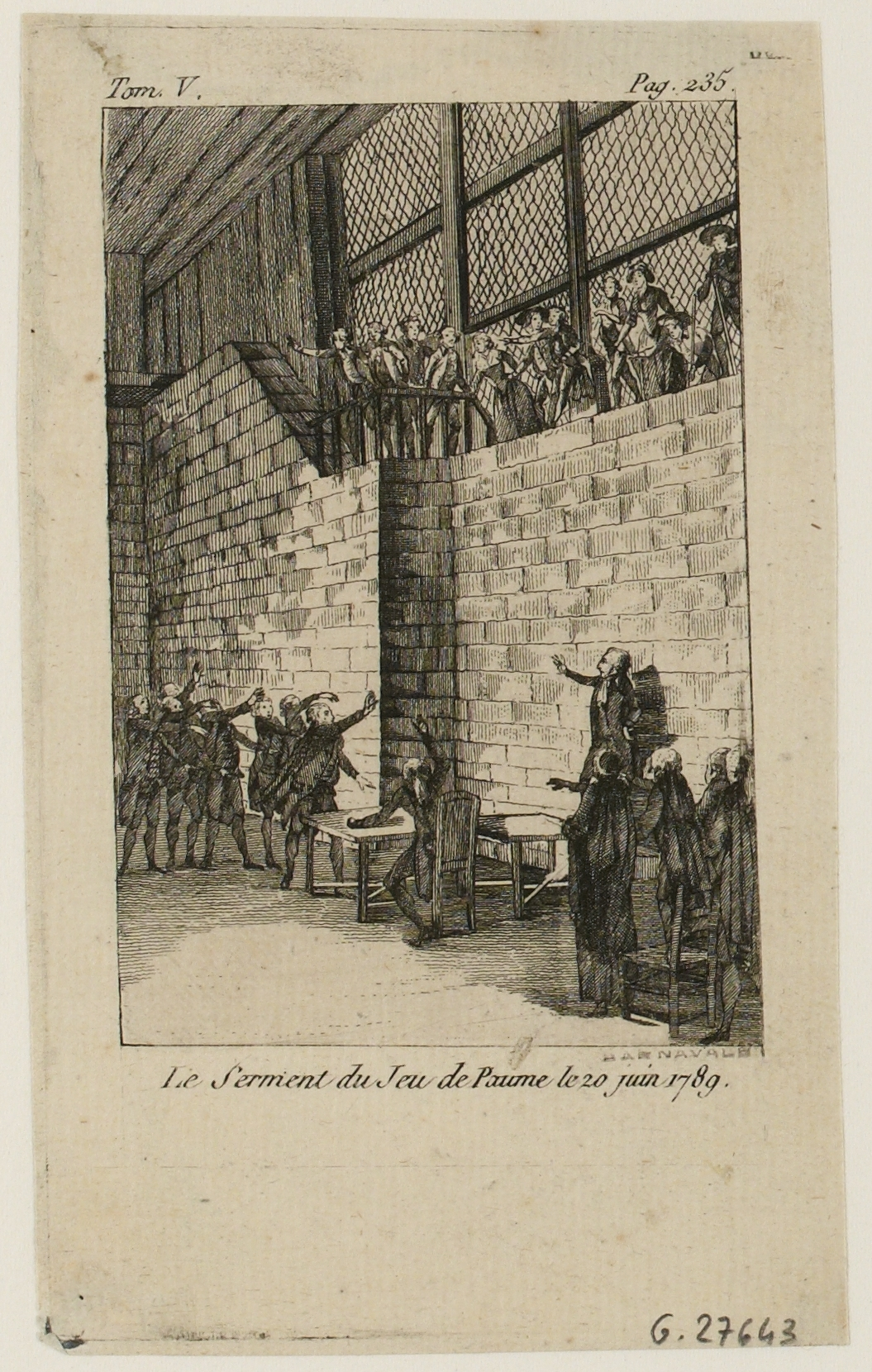
Soạn thảo bản thảo.
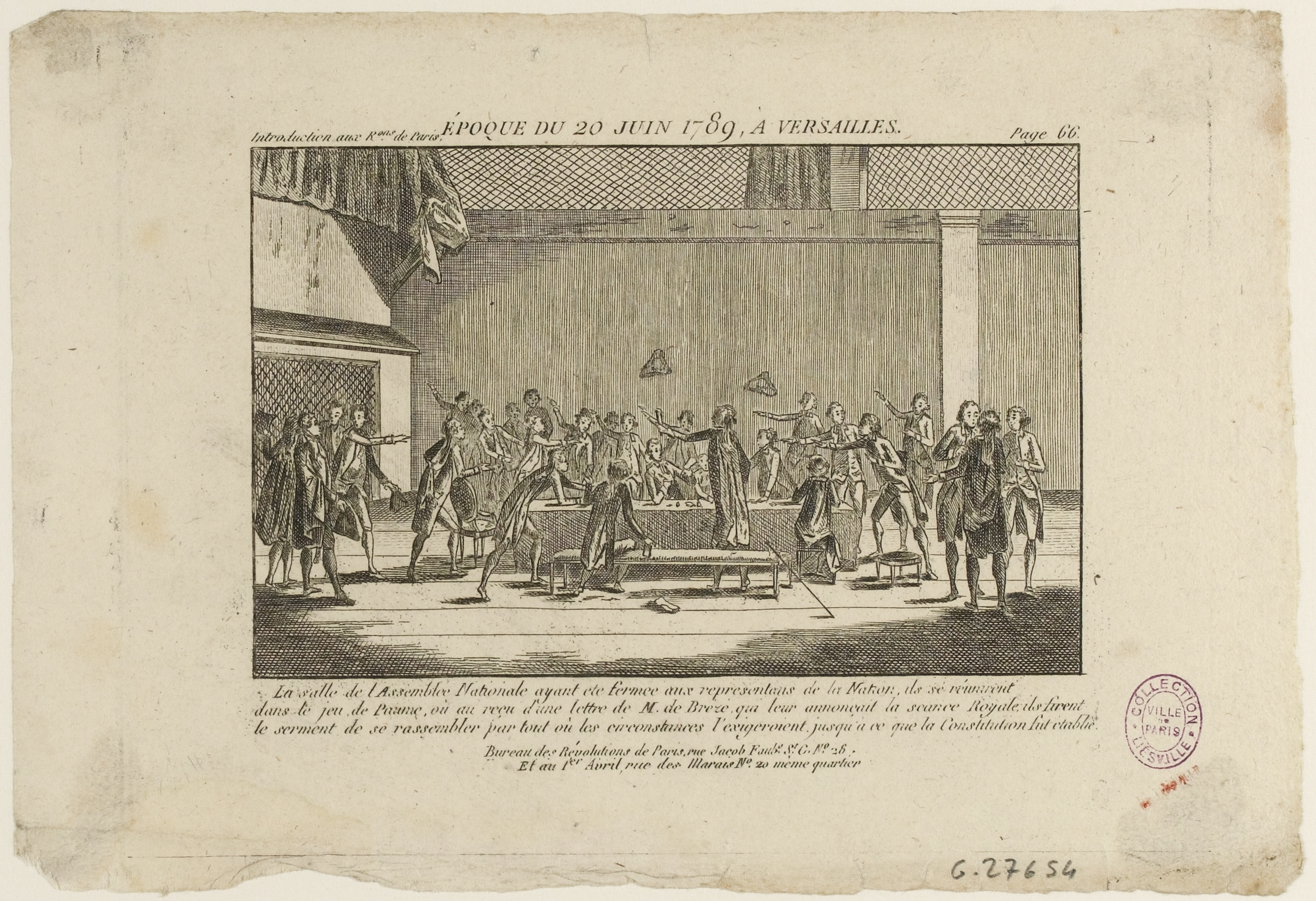
Một bức tranh khác
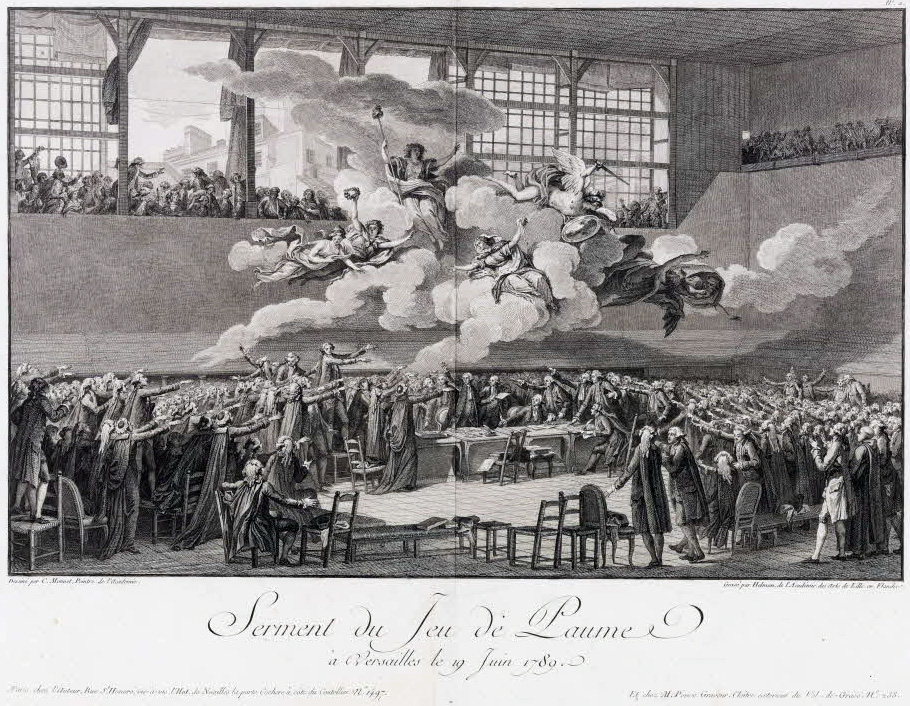
Nữ thần Tự do xuất hiện.